# Cosroes III da Armênia
Cosroes III (em grego: Χοσρόης Γ; romaniz.: Chrosróes G; em latim: Chosroes III; em armênio: Խոսրով Գ; romaniz.: Χosrov III), dito o Pequeno (em armênio: Կոտակ; romaniz.: Kotak), foi um rei da Armênia da dinastia arsácida, que governou de 330 a 339. Foi antecedido no governo por seu pai Tirídates III e foi sucedido pelo seu filho Tigranes VII.

## Nome
Osroes (em grego: Οσρόης, Osróēs) ou Cosroes (Χοσρόης, Chosróēs) é a variante grega e latina do parta e persa médio Cusrou (𐭇𐭅𐭎𐭓𐭅, Xusrōw) ou Cusrau (Xusraw), que por sua vez deriva do avéstico Haosraua (Haosrauuah), "aquele que tem boa fama". Foi registrado em armênio como Cosrove (Խոսրով, Xosrov), em árabe como Quisra (كسرى, Kisra) em persa novo como Cosrove (خسرو, Ḫosrow).